# Chris Lebenzon
Christopher John Lebenzon (Redwood City, 29 oktober 1953) is een Amerikaanse editor.
Lebenzon raakte in 1976 geïnteresseerd in montage en had gewerkt met de montagetafel waarop Michael Wadleigh, een vriend van zijn broer de documentaire Woodstock (1970) monteerde. Hij leerde het vak op verschillende onafhankelijke films eind jaren zeventig. Hij ging van de traditionele montagemethode met de montagetafel naar niet-lineaire montage met behulp van een computer ter gelegenheid van de film Mars Attacks! (1996). Hij is de filmmonteur van alle Tim Burton-films sinds Batman Returns (1992). Ook heeft hij regelmatig samengewerkt met Tony Scott.
Hij werd tweemaal genomineerd voor een Oscar voor beste montage met de films Top Gun in 1987 en Crimson Tide in 1996.

## Filmografie
| Jaar | Titel                                          | Filmregisseur        | Opmerkingen                                   |
| ---- | ---------------------------------------------- | -------------------- | --------------------------------------------- |
| 1978 | The Secret Life of Plants                      | Walon Green          |                                               |
| 1981 | Wolfen                                         | Michael Wadleigh     |                                               |
| 1981 | One from the Heart                             | Francis Ford Coppola | Assistent filmmonteur                         |
| 1983 | The Outsiders                                  | Francis Ford Coppola | Eerste assistent filmmonteur                  |
| 1984 | A Breed Apart                                  | Philippe Mora        |                                               |
| 1985 | Weird Science                                  | John Hughes          |                                               |
| 1986 | Top Gun                                        | Tony Scott           | Nominatie: Oscar voor beste montage           |
| 1987 | Beverly Hills Cop II                           | Tony Scott           |                                               |
| 1987 | Weeds                                          | John D. Hancock      |                                               |
| 1988 | Midnight Run                                   | Martin Brest         |                                               |
| 1990 | Revenge                                        | Tony Scott           |                                               |
| 1990 | Days of Thunder                                | Tony Scott           |                                               |
| 1991 | Hudson Hawk                                    | Michael Lehmann      |                                               |
| 1991 | The Last Boy Scout                             | Tony Scott           | Additioneel filmmonteur                       |
| 1992 | Batman Returns                                 | Tim Burton           |                                               |
| 1993 | The Nightmare Before Christmas                 | Henry Selick         | Raadgevend filmmonteur                        |
| 1993 | Josh and S.A.M.                                | Billy Weber          |                                               |
| 1994 | Ed Wood                                        | Tim Burton           |                                               |
| 1994 | The Outsider                                   | David Briggs         | Filmmonteur-adviseur                          |
| 1995 | Crimson Tide                                   | Tony Scott           | Nominatie: Oscar voor beste montage           |
| 1996 | Mars Attacks!                                  | Tim Burton           |                                               |
| 1997 | Con Air                                        | Simon West           |                                               |
| 1998 | Armageddon                                     | Michael Bay          |                                               |
| 1998 | Enemy of the State                             | Tony Scott           |                                               |
| 1999 | Sleepy Hollow                                  | Tim Burton           | Nominatie: Satellite Award voor beste montage |
| 2000 | Gone in 60 Seconds                             | Dominic Sena         |                                               |
| 2001 | Pearl Harbor                                   | Michael Bay          |                                               |
| 2001 | Planet of the Apes                             | Tim Burton           |                                               |
| 2002 | XXX                                            | Rob Cohen            |                                               |
| 2003 | Radio                                          | Michael Tollin       |                                               |
| 2003 | Big Fish                                       | Tim Burton           |                                               |
| 2005 | Man of the House                               | Stephen Herek        |                                               |
| 2005 | Charlie and the Chocolate Factory              | Tim Burton           |                                               |
| 2005 | Corpse Bride                                   | Tim Burton           |                                               |
| 2006 | Déjà Vu                                        | Tony Scott           |                                               |
| 2006 | Eragon                                         | Stefen Fangmeier     | Ook additioneel filmmonteur                   |
| 2007 | Sweeney Todd: The Demon Barber of Fleet Street | Tim Burton           |                                               |
| 2009 | The Taking of Pelham 123                       | Tony Scott           |                                               |
| 2010 | Unstoppable                                    | Tony Scott           | Nominatie: Satellite Award voor beste montage |
| 2010 | Alice in Wonderland                            | Tim Burton           | Ook uitvoerend producent                      |
| 2012 | Dark Shadows                                   | Tim Burton           | Ook uitvoerend producent                      |
| 2012 | Frankenweenie                                  | Tim Burton           |                                               |
| 2012 | Here with Me (The Killers)                     | Tim Burton           | Videoclip                                     |
| 2014 | Maleficent                                     | Robert Stromberg     |                                               |
| 2015 | The Last Witch Hunter                          | Breck Eisner         |                                               |
| 2016 | Miss Peregrine's Home for Peculiar Children    | Tim Burton           |                                               |
| 2017 | Geostorm                                       | Dean Devlin          |                                               |
| 2019 | Dumbo                                          | Tim Burton           |                                               |
| 2020 | Dolittle                                       | Stephen Gaghan       | Filmmonteur afdeling                          |
| 2022 | Top Gun: Maverick                              | Joseph Kosinski      | Filmmonteur afdeling                          |